# Stationed at Home
Stationed at Home ist eine Tragikomödie und das Spielfilmdebüt von Daniel V. Masciari. Der in Schwarzweiß gedrehte an Weihnachten 1998 spielende Film feierte Anfang März 2025 beim Glasgow Film Festival seine Premiere.

## Handlung
An einem klaren und frostigen Weihnachtsabend im Jahr 1998 wartet in der kleinen, vergessenen Stadt Binghamton der einsame Taxifahrer Ralph in seiner Nachtschicht darauf, die neue Internationale Raumstation sehen zu können, die am nächsten Morgen um 5:47 Uhr über ihm vorbeifliegen soll, kurz nachdem er Feierabend hat. Sein Taxi ist mit NASA-Erinnerungsstücken und Raketen vollgestopft. Diese Dinge erinnern ihn an seine verstorbene Mutter, die er dort oben vermutet.
Während er die Stunden herunterzählt hat Ralph drei Fahrgäste. Harry fährt er in eine Bar, wo dieser George kennenlernt und sich mit ihm auf eine gemeinsame Kneipentour begibt. Elaine bringt er in ein Hotel und Stan zum Flughafen.

## Produktion
Regie führte Daniel V. Masciari, der auch das Drehbuch schrieb. Es handelt sich bei Stationed at Home um sein Spielfilmdebüt. Als Filmeditor war Masciari für eine Vielzahl von Kurzfilmen tätig.
Erik Bjarnar spielt den Taxifahrer Ralph. Darryle Johnson, Eric Kincaid Endres und Eliza VanCort spielen seine Fahrgäste Harry, Stan und Elaine, die er in eine Bar, zum Flughafen und in ein Hotel fährt. VanCort, die gemeinsam mit Matt Fleck, Justin Hank, Bethany Hedges und Kameramann Jackson Jarvis, auch als Produzentin des Films in Erscheinung tritt, ist auch als Theaterregisseurin tätig. Peter Foster Morris spielt George, den Harrys in einer Bar kennenlernt. In einer weiteren Rolle ist Misty Monroe als Cynthia zu sehen. 
Kameramann Jackson Jarvis drehte Stationed at Home in Schwarzweiß.
Filmkomponist Logan Nelson wurde für seine bisherige Arbeit bei den World Soundtrack Awards 2018 als  Best Young International Composer. Weitere Musik stammt von Gaucho und The Horse Flies.
Die Premiere des Films fand am 7. März 2025 beim Glasgow Film Festival statt.